# ستيفين ماكارثي
ستيفين ماكارثي (بالإنجليزية: Stephen McCarthy)‏ (21 يوليو 1988 بهونولولو في الولايات المتحدة - ) هو لاعب كرة قدم أمريكي في مركز الدفاع. شارك مع منتخب الولايات المتحدة تحت 18 سنة لكرة القدم. أما مع النوادي، فقد لعب مع كووبيون بالوسيورا ونيو إنجلاند ريفولوشن ونادي سان أنطونيو وSalem City FC ‏ وDFW Tornados ‏.

## وصلات خارجية
- ستيفين ماكارثي على موقع الدوري الأمريكي (الإنجليزية)
- ستيفين ماكارثي على موقع قاعدة بيانات كرة القدم.إي يو (الإنجليزية)
- ستيفين ماكارثي على موقع Soccerbase.com (لاعب) (الإنجليزية)
- ستيفين ماكارثي على موقع Soccerway.com (الإنجليزية)
- ستيفين ماكارثي على موقع عالم كرة القدم.نت (الإنجليزية)